# Friestas
Friestas est une Freguesia de la municipalité de Valença, au Portugal.

## Histoire
Le 13 novembre 1933, l'aviateur Charles Lindbergh accompagné par sa femme Anne Morrow se pose sur le fleuve Minho près de Friestas. Ils avaient quitté Grenoble pour rejoindre Lisbonne. En raison de mauvaises conditions météorologiques et notamment du brouillard, il posa son hydravion sur le fleuve.

## Monuments
Le 3 novembre 1997, un monument a été inauguré en mémoire du passage du couple Lindbergh.